# Parlamentswahl in Bangladesch 2024
Die Parlamentswahl in Bangladesch 2024 fand am 7. Januar 2024 statt. Gewählt wurden die Abgeordneten des Jatiya Sangsad, des Parlaments von Bangladesch.
Seit 2009 regierte in Bangladesch durchgehend die Awami-Liga um Premierministerin Hasina Wajed, teilweise autoritär. Bereits die vorherigen Wahlen unter ihrer Herrschaft 2014 und 2018 wurden international kritisiert, da sie nur teilweise demokratischen Wahlgrundsätzen entsprachen. Im Vorfeld der diesjährigen Wahl war eine weitere Verschlechterung der Lage in Bezug auf Demokratie und Menschenrechte zu beobachten, so kam es beispielsweise zu zahlreichen politischen Inhaftierungen. Die Wahl wurde von der größten Oppositionspartei BNP boykottiert. Die Wahlbeteiligung war in der Folge sehr niedrig. Die Awami-Liga gewann die große Mehrheit der Parlamentssitze und regierte weiter unter Hasina Wajed.
Die Herrschaft von Hasina Wajed und ihrer Amawi-Liga sollte nach der Wahl allerdings nur wenige weitere Monate andauern, denn es kam zur im Juli 2024 zur Revolution. Diese sorgte für den Sturz der Regierung und somit dem Ende ihrer Herrschaft nach mehr als 15 Jahren. In der Folge wurde das Parlament aufgelöst und eine Übergangsregierung unter Friedensnobelpreisträger Muhammad Yunus eingesetzt. Die nächste Parlamentswahl wurde für Ende 2025 oder Anfang 2026 angesetzt. Der Awami-Liga wurde die Teilnahme hieran von der Wahlkommission verwehrt.

## Hintergrund

### Politische Entwicklungen seit 1990
Nach dem Ende der Militärdiktatur 1990 etablierte sich in Bangladesch im Wesentlichen ein Zweiparteiensystem aus der säkular-sozialistischen Awami-Liga und der gemäßigt islamischen, konservativen Bangladesh Nationalist Party (BNP). Daneben gab es als kleinere Parteien noch die Jatiya Party und die islamistische Bangladesh Jamaat-e-Islami sowie weitere. Awami-Liga und BNP waren von Anbeginn an heftig verfeindet und übten sich während der Regierungszeit der jeweils anderen Partei häufig in destruktiver Fundamentalopposition, beispielsweise durch die Organisation von Streiks, Straßenblockaden und Boykottaktionen.
Nachdem es vor der Parlamentswahl in Bangladesch im Februar 1996 zu massiven Vorwürfen von Wahlbetrug mit einem weitgehenden Wahlboykott, sowie darauf folgenden Generalstreik gekommen war, wurde am 28. März 1996 der 13. Verfassungszusatz in Kraft gesetzt, der den Staatspräsidenten ermächtigte, vor Parlamentswahlen eine neutrale Treuhänderregierung (caretaker government) einzusetzen, die die Wahlen in einer unparteiischen Weise organisieren sollte. Nach diesem Grundsatz wurden die Wahlen im Juni 1996 und 2001 durchgeführt. Auch vor der anstehenden Wahl 2006 wurde durch den Staatspräsidenten wieder eine parteiunabhängige Treuhänderregierung zur Organisation der Wahl eingesetzt. Diese Treuhänderregierung, die seit 2007 unter der Leitung des ehemaligen Zentralbankdirektors Fakhruddin Ahmed stand, konnte sich auf die Unterstützung des Militärs stützen und blieb nicht wie vorgesehen nur wenige Wochen, sondern fast zwei Jahre im Amt. Sie verkündete ein ambitioniertes politisches Reformprogramm. Verschiedene Institutionen, wie die Wahlkommission, die Anti-Korruptions-Kommission und die Kommission für den Öffentlichen Dienst wurden neu aufgerichtet bzw. reformiert. Führende Politiker aus BNP und Awami-Liga wurden wegen Korruption angeklagt und zeitweilig inhaftiert. Obwohl die Treuhänderregierung über keine demokratische Legitimation verfügte, genoss sie aufgrund ihrer Reformbemühungen in der bangladeschischen Öffentlichkeit anfänglich große Sympathien. Letztlich musste sie aber einlenken und organisierte im Jahr 2008 eine neue Parlamentswahl. Diese Wahl fand international Anerkennung aufgrund der geordneten, transparenten und demokratischen Verhältnisse, unter denen sie abgehalten wurde. Die Wahl wurde von der Awami-Liga gewonnen und die Awami-Parteivorsitzende Hasina Wajed amtierte anschließend als Premierministerin.

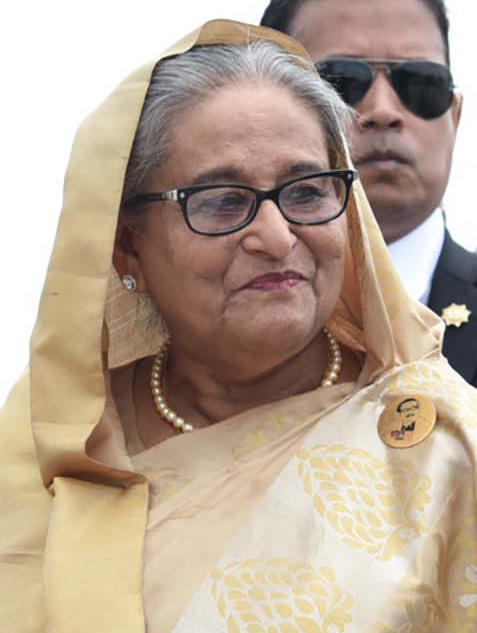
Scheich Hasina Wajed (2023), Premierministerin seit 2008

Als sich der nächste Wahltermin 2014 näherte, lehnte es die Premierministerin Wajed mit Verweis auf die Erfahrungen der letzten Wahl ab, erneut eine Treuhänderregierung einsetzen zu lassen und blieb weiter im Amt. Dies führte dazu, dass die Parlamentswahl 2014 komplett von der Opposition (BNP und Verbündete) boykottiert wurde. Im Parlament saßen nach der Wahl nur Regierungsunterstützer. Auch beim folgenden Wahltermin 2018 lehnte Wajed die Einsetzung einer Treuhänderregierung ab. Die Opposition liebäugelte mit einem erneuten Wahlboykott, entschloss sich aber in letzter Minute zur Wahlteilnahme. Die Parlamentswahl 2018 war durch ein Klima der Einschüchterung der Opposition charakterisiert und wurde international als nicht frei und fair kritisiert. Die Awami-Liga gewann eine Dreiviertelmehrheit der Parlamentsmandate und Hasina Wajed amtierte für eine weitere Legislaturperiode als Premierministerin.

### Wirtschaftliche Entwicklung
Trotz der anhaltend völlig fehlenden konstruktiven Zusammenarbeit zwischen Regierung und Opposition entwickelte sich die wirtschaftliche Situation Bangladeschs positiv. Seit der Jahrtausendwende erzielte das Land eine BIP-Wachstumsrate von durchschnittlich jährlich über 5 Prozent, wesentlich angetrieben durch die expandierende Textilindustrie. Damit ging eine merkliche Verbesserung der Lebensverhältnisse einher. In der letzten Dekade verdreifachte sich das Pro-Kopf-Einkommen. Ab 2015 wurde das Land durch die Weltbank nicht mehr als „Land mit geringem Einkommen“ (low income country), sondern als „Land mit mittlerem Einkommen im unteren Bereich“ (lower middle income country) klassifiziert. Auch das Bevölkerungswachstum konnte deutlich gebremst werden. In den letzten Jahren waren – zum Teil als Folgen der COVID-19-Pandemie – allerdings auch deutliche wirtschaftliche Probleme zu erkennen. Die Inflation lag im November 2023 bei 9,5 Prozent, die Devisenreserven waren auf ein kritisch niedriges Niveau von 20 Milliarden US$ abgesunken, und die Staatsverschuldung hatte sich seit dem Jahr 2016 verdoppelt. Um eine Zahlungskrise zu vermeiden, hatte Bangladesch einen Kredit in Höhe von 4,7 Milliarden US$ beim Internationalen Währungsfonds beantragt. Für die Zeit nach der Wahl rechneten Wirtschaftsexperten mit Austeritätsmaßnahmen.

## Aktuelle Entwicklungen vor dem Wahltermin 2024
Die langjährige BNP-Vorsitzende Khaleda Zia war in einem Korruptionsprozess am 8. Februar 2018 zu einer fünfjährigen Haftstrafe verurteilt worden. Nach einem weiteren Korruptionsprozess erhöhte sich die Haftstrafe am 30. Oktober 2018 auf insgesamt 10 Jahre. Ihre politischen Anhänger kritisierten die Prozesse und Verurteilungen als politisch motiviert. Während der COVID-19-Pandemie erhielt Zia aus gesundheitlichen Gründen Haftverschonung, blieb aber unter Hausarrest. Durch die Verurteilung war es ihr auch unmöglich, bei der Wahl zu kandidieren. Khaleda Zias Sohn und designierter Nachfolger als BNP-Vorsitzender Tarique Rahman wurde wegen angeschuldigter Beteiligung an einem Bombenattentat auf die damalige Oppositionsführerin Hasina Wajed am 21. August 2004 zu lebenslanger Haft verurteilt. Außerdem ist er zahlreicher anderer, meist Korruptionsvergehen angeklagt bzw. in diesen schon verurteilt. Seit 2008 lebt Rahman im Exil in London. Auch die Verfahren gegen ihn wurden von BNP-Anhängern als politisch motiviert beurteilt. Am 1. Januar 2024 verurteilte ein Gericht den Friedensnobelpreisträger Muhammad Yunus erstinstanzlich zu einer sechsmonatigen Haftstrafe, was ebenfalls als politisch motiviert eingestuft wurde und international für viel Kritik sorgte.
Wie schon bei den beiden vorangegangenen Wahlen forderte die BNP-Führung die Einsetzung einer Treuhänder-Regierung und organisierte zusammen mit kleineren verbündeten Parteien ab dem 10. Dezember 2022 wiederholt Demonstrationen ihrer Anhänger. Diese Forderung wurde von der Premierministerin zurückgewiesen, die erklärte, dass Bangladesch nie wieder eine nicht gewählte Regierung erlauben werde.
Am 28. Oktober 2023 wurden nach erneuten gewalttätigen Unruhen zahlreiche BNP-Funktionäre einschließlich des BNP-Generalsekretärs Mirza Fakhrul Islam Alamgir verhaftet. In den folgenden Wochen kam es jedoch zu weiteren durch die Opposition organisierten landesweiten Blockaden und Streiks. Im Dezember 2023 rief die BNP zusammen mit ihren politischen Verbündeten zum Wahlboykott auf.
Die Europäische Union erklärte, dass sie genau so wie schon bei der Wahl 2018 keine Beobachtermission entsenden werde. Zum Teil wurden budgetäre Beschränkungen als Grund genannt, jedoch schien klar, dass vor allem Zweifel an der demokratischen Legitimität der Wahl der wahre Grund hierfür waren. Am 14. Dezember 2023 verabschiedete das Europäische Parlament eine Resolution, in der bedauert wurde, dass sich die Menschenrechtslage in Bangladesch erheblich verschlechtert habe und in der die bangladeschische Regierung aufgefordert wurde, alles zu tun „dass die für 2024 vorgesehene Wahl frei, fair und partizipativ ablaufen“ könne. Berichterstatter des UN-Menschenrechtsrats äußerten in einer Erklärung am 14. November 2023 ihre Besorgnis über „die starke Zunahme der politischen Gewalt, die Verhaftungen hochrangiger Oppositionsführer, die willkürliche Masseninhaftierung Tausender politischer Aktivisten, die Anwendung übermäßiger Gewalt durch die Behörden und die Schließung des Internets zur Störung von Protesten sowie Vorwürfe der Belästigung, Einschüchterung und unrechtmäßigen Inhaftierung von Familienangehörigen als Vergeltungsmaßnahme“.

## Wahlmodus
Das Parlament besteht aus 350 Abgeordneten, von denen 300 in ebensovielen Einpersonen-Wahlkreisen in relativer Mehrheitswahl gewählt werden. 50 weibliche Abgeordnete werden anschließend entsprechend dem Sitzanteil der Parteien durch die Abgeordneten hinzugewählt. Diese „Frauenquote“ soll den Anteil weiblicher Abgeordneter erhöhen und eine Mindest-Repräsentation gewährleisten. Das Parlament wird für eine Legislaturperiode von fünf Jahren gewählt.

## Kandidaten
Bis zum 17. Dezember 2023, dem Stichtag der Kandidatenregistrierung, meldeten 27 registrierte politische Parteien und 1896 Kandidaten ihre Kandidaturen an. Die Awami-Liga verzichtete in einer Wahlabsprache mit der Jatiya Party in den folgenden 26 Wahlkreisen auf Kandidatennominierungen: Thakurgaon-3, Nilphamari-3 und 4, Rangpur-1 und 3, Kurigram-1 und 2, Gaibandha-1 und 2, Bogra-2 und 3, Satkhira-2, Patuakhali-1, Narayanganj-5, Barishal-3, Pirojpur-3, Mymensingh-5 und 8, Kishoreganj-3, Manikganj-1, Dhaka-18, Habiganj-1, Brahmanbaria-2, Feni-3 sowie Chittagong-5 und 8. Sechs weitere Wahlkreise wurden anderen Verbündeten der Awami-Liga überlassen: die zwei Wahlkreise Barishal-2 und Rajshahi-2 der Workers Party of Bangladesh, die zwei Wahlkreise Bogura-4 und Lakshmipur-4 der Jatiya Samajtantrik Dal und der Wahlkreis Pirojpur-2 der Jatiya Party (Manju). Die Jatiya Party nominierte in 283 Wahlkreisen (einschließlich der o. g. 26) eigene Kandidaten. Allerdings traten in zahlreichen Wahlkreisen, in denen die Awami-Liga offiziell nicht kandidierte, ehemalige Awami-Liga-Funktionäre als Unabhängige an. Die Opposition warf der Regierung vor, durch die Aufstellung dieser „Dummy-Kandidaten“ der Wahl einen Anschein von demokratischem Wettbewerb geben zu wollen.

## Wahl
Nach Angaben der Zentralen Wahlkommission Bangladeschs waren mehr als 119,6 Millionen registrierte Wähler wahlberechtigt. Die Stimmen konnten an etwa 42.000 Wahllokalen abgegeben werden. Die Wahllokale waren zwischen 8:00 Uhr und 16:00 Uhr Ortszeit geöffnet. Nach ersten Berichten war die Wahlbeteiligung extrem niedrig. Nach Angaben der Zentralen Wahlkommission gaben insgesamt 41,8 Prozent der Wahlberechtigten ihre Stimme ab.
Die Wahl im Wahlkreis Naogaon-2 wurde auf den 12. Februar 2024 verschoben, da ein unabhängiger Kandidat kurz vor dem Wahltermin verstorben war. Die Wahl in einem Wahlbezirk des Wahlkreises Mymensingh-3 konnte nicht stattfinden, so dass in diesem Bezirk am 13. Januar 2024 erneut gewählt werden musste. Da zwei Kandidaten Kopf-an-Kopf lagen blieb das Endergebnis in Mymensingh-3 zunächst offen.
Am Wahltag kam es zu gewalttätigen Auseinandersetzungen zwischen Demonstranten und Polizei, sowie zwischen Regierungsanhängern und deren Gegnern, die mindestens ein Todesopfer und 50 Verletzte forderten.
Die auf den 13. Januar 2024 verschobene Wahl im Wahlkreis Mymensingh-3 gewann die Kandidatin der Awami-Liga und im Wahlkreis Naogaon-2 war am 13. Februar 2024 ebenfalls der Kandidat der Awami-Liga erfolgreich.

## Ergebnisse

Parteizugehörigkeit der Wahlkreisgewinner:

### Direkt gewählte Abgeordnete
Im Laufe der Auszählung wurde am 8. Januar 2024 deutlich, dass die Awami-Liga die große Mehrheit der Wahlkreise gewonnen hatte.
| Partei                      | Gewonnene Wahlkreise | in Prozent |
| --------------------------- | -------------------- | ---------- |
| Awami-Liga                  | 224                  | 074,7 %    |
| Jatiya Party                | 011                  | 03,7 %     |
| Workers Party of Bangladesh | 01                   | 00,3 %     |
| Jatiya Samajtantrik Dal     | 01                   | 00,3 %     |
| Bangladesh Kalyan Party     | 01                   | 00,3 %     |
| Unabhängige                 | 062                  | 020,6 %    |
| Summe                       | 300                  | 100,0 %    |

### Indirekt hinzugewählte weibliche Abgeordnete
Am 25. Februar 2024 wurden 50 durch die Abgeordneten nominierte Frauen durch die Wahlkommission als gewählt erklärt. Eigentlich war nach der Nominierung der Kandidatinnen eine Wahl am 14. März 2024 vorgesehen gewesen. Diese entfiel jedoch, da es keine weiteren oppositionellen Kandidatinnen gegeben hatte. 48 Frauen wurden durch die Awami-Liga mit Unterstützung der 62 unabhängigen Abgeordneten nominiert und zwei von der Jatiya Party.

### Zusammensetzung des gewählten Parlaments

Zusammensetzung des neu gewählten Parlaments (Parteifarben wie oben)

| Partei                      | Gewonnene Wahlkreise | Indirekt hinzugewählte Frauen | Gesamt | in Prozent |
| --------------------------- | -------------------- | ----------------------------- | ------ | ---------- |
| Awami-Liga                  | 224                  | 048                           | 272    | 077,7 %    |
| Jatiya Party                | 011                  | 02                            | 013    | 03,7 %     |
| Workers Party of Bangladesh | 01                   | 0                             | 01     | 00,3 %     |
| Jatiya Samajtantrik Dal     | 01                   | 0                             | 01     | 00,3 %     |
| Bangladesh Kalyan Party     | 01                   | 0                             | 01     | 00,3 %     |
| Unabhängige                 | 062                  | 0                             | 062    | 017,1 %    |
| Summe                       | 300                  | 050                           | 350    | 100,0 %    |

## Internationale Reaktionen
Offizielle Stellen der Volksrepublik Chinas, Russlands und Indiens gratulierten Premierministerin Wajed zu der gewonnenen Wahl. Vertreter einiger westlicher Staaten wie des Vereinigten Königreichs und der Vereinigten Staaten kritisierten die Wahl als nicht frei und fair, was die Premierministerin zurückwies. Wenn eine Partei nicht an der Wahl teilnehme, heiße das nicht, dass die Wahl nicht demokratisch sei.

## Spätere Entwicklungen
Die Awami-Liga regierte weiter unter Hasina Wajed. Am 11. Januar 2024 wurde Hasina Wajed durch Staatspräsident Mohammed Shahabuddin für ihre insgesamt fünfte Amtsperiode als Premierministerin vereidigt.
Die Herrschaft von Hasina Wajed und ihrer Amawi-Liga sollte nach der Wahl allerdings nur wenige weitere Monate andauern, denn es kam zur im Juli 2024 zur Revolution. Diese sorgte für den Sturz der Regierung und somit dem Ende ihrer Herrschaft nach mehr als 15 Jahren. In der Folge wurde das Parlament aufgelöst und eine Übergangsregierung unter Friedensnobelpreisträger Muhammad Yunus eingesetzt. Die nächste Parlamentswahl wurde für Ende 2025 oder Anfang 2026 angesetzt. Der Awami-Liga wurde die Teilnahme hieran von der Wahlkommission verwehrt.